# Aeropuerto de Quảng Trị
El aeropuerto de Quang Tri es un aeropuerto civil que será construido en la comuna de Gio Quang, distrito Gio Linh, provincia de Quảng Trị, Vietnam. El aeropuerto cubrirá 290 hectáreas y tendrá pista de aterrizaje de 2200m x 30m. El aeropuerto será capaz manejar el avión pequeño como ATR 72.